# Bułgarzy Kamscy
Bułgarzy Kamscy (ros. Волжские_булгары) – lud pochodzenia tureckiego, który po rozpadzie Wielkiej Bułgarii w połowie VII wieku osiadł na lewym brzegu Wołgi, gdzie stworzył państwo, Bułgarię Wołżańsko-Kamską. W początkach X wieku Bułgarzy Kamscy przyjęli islam. Utrzymali oni niezależność do XIII wieku, kiedy to zostali podbici przez Mongołów. Potomkami ich są obecnie Czuwasze.